# Maurizio De Benedictis
Maurizio De Benedictis (Roma, 2 luglio 1951 – Roma, 23 agosto 2021) è stato uno storico del cinema, storico della letteratura, scrittore e docente universitario italiano.

## Biografia
Si è laureato in Lettere, presso la facoltà di Lettere e filosofia de "La Sapienza" di Roma nel 1974, frequentando e sostenendo esami di un corso di perfezionamento in "Filosofia e preparazione all'insegnamento filosofico", indetto dalla facoltà del magistero nel biennio 1975-76. Ha partecipato, nel 1981 e 1982, a due "convegni internazionali di alta cultura" presso la fondazione Cini di Venezia, conseguendo i relativi diplomi.
Dal 1976 al 1980 è stato assegnista ministeriale e, dal 1980, ricercatore confermato di Storia del Cinema presso la facoltà di Lettere e filosofia de "La Sapienza"
Nel 1980, dopo il biennio regolamentare – con le lezioni teorico-pratiche di registi, da Rosi a Jancsó, da Bolognini a Zurlini e Lizzani, e di tecnici della fotografia e del montaggio, come Storaro a Perpignani – e dopo la realizzazione di un mediometraggio, dal titolo Dialogo su Laurence Sterne, ha conseguito il diploma in "Regia e Storiografia Cinematografica" del Centro sperimentale di cinematografia di Roma.
Successivamente ha scritto molti programmi televisivi e ha realizzato alcuni documentari, tra cui uno in sei puntate, Prove d'autore (1981), sulla storia del Centro sperimentale di cinematografia, per la Terza Rete (futura Rai 3). Nel 1979 ha curato una rassegna di tutti i corti di regia del Centro dal 1951 al 1979, scrivendone il catalogo. Ha lavorato per la rete privata Telemontecarlo, elaborando una serie di filmati su "interviste immaginarie a personaggi storici" all’interno del programma Feeling (1983).
Come ricercatore confermato, in anni precedenti l'insegnamento di Storia del Cinema, ha tenuto corsi di "Letteratura italiana moderna e contemporanea" e di "Teoria della letteratura", con particolare attenzione ai rapporti col cinema (seguendo, tra l'altro, tesi su sceneggiature e su traduzioni cinematografiche di testi letterari).
Ha tenuto, tra l'altro, lezioni con relativi cicli di proiezioni al Centro culturale italiano di Varsavia (1988), sulla cultura cinematografica italiana; alla facoltà di Lettere dell'università von Humboldt di Berlino (1991), sui rapporti tra cinema e letteratura; al Centre de Recherches Italiennes dell'università di Paris-Nanterre (1993), sul cinema di Pasolini; all'università federale di Rio de Janeiro (2000), sul cinema italiano dal neorealismo in poi, e all’università statale di San Pietroburgo (2010) sul tema "Architettura e cinema nei sistemi totalitari".
È stato presidente del corso di laurea in Forme e Tecniche dello Spettacolo all'Università "La Sapienza" dal 2007 al 2010.

## Pensiero
Il lavoro di Maurizio De Benedictis, studioso con una personalità originale e rigorosa, è caratterizzato da un approccio interdisciplinare, che connette la letteratura, il cinema e altre forme d'arte.
Il suo studio si avvale spesso di una riflessione filosofica per esplorare i temi dell'esistenza umana, dell'identità e del significato, contribuendo a un'interpretazione più profonda delle opere esaminate. In questo senso, una parte significativa della sua ricerca è dedicata a scrittori "maledetti anomali", come Pier Paolo Pasolini, Jean Genet, Yukio Mishima e William Burroughs, autori che denunciano con le loro vite e le loro opere le leggi e le norme della società vissute come dispotiche, soprattutto in relazione alla sessualità e all’espressione individuale. De Benedictis riconosce un'importanza ontologica e semantica nel concetto di "vita", con Pasolini come punto centrale. Il passaggio verso il linguaggio della realtà, soprattutto per Pasolini, coinvolge il corpo e il desiderio come forme di espressione autentiche, creando un nuovo mondo di significato attraverso le opere artistiche.
Il contributo maggiore alla storiografia cinematografica è costituito invece dal documentato volume sulla storia del cinema americano, il cinema per antonomasia, osservato e raccontato come la rievocazione di una grande epopea collettiva, tra luci e ombre, di set naturali e artificiali, non solo impresse sulla pellicola ma anche nella personalità artistica e psicologica dei registi e delle loro opere. Dalle prime pagine De Benedictis mostra, come in un romanzo di iniziazione epocale, la nascita di questa cinematografia alla "luce" di un’energia economica, tecnica e creativa, a immagine della nazione che l’alimenta e la ispira.
De Benedictis si rivela inoltre acuto e raffinato saggista per la qualità delle sue intuizioni che fanno intravedere nuove metodologie o nuovi percorsi di ricerca tra letteratura, cinema e arti visive, e per la chiarezza espositiva, quasi in una prosa narrativa di ascendenze gaddiane. Sulla scia di Calvino e Pasolini, considera infatti Gadda un esempio non solo di stile e di trasparenza linguistica, ma anche di intensità narrativa, tanto da dedicargli una densa e approfondita analisi. Orienta in seguito la sua analisi sul linguaggio e la narrazione di un altro grande maestro di stile della letteratura contemporanea, Giorgio Manganelli.
Anche i suoi romanzi, in un italiano rigoroso sul piano sintattico e puntiglioso su quello lessicale, si possono leggere come dei saggi su enigmi esistenziali e intellettuali in cerca di soluzione. Se nella redazione di un saggio si deve snodare e dipanare la problematica per annodarne alla fine le conclusioni epistemologiche, nei romanzi si fa solitamente l’inverso, si annodano o si "intrecciano" le vicende e i profili dei personaggi che si snodano alla fine nel descrivere il nuovo equilibrio o squilibrio raggiunto sul filo del racconto.
Un saggio in forma di romanzo, sulla narrazione delle geometrie del dolore nell’anima e nel fisico, incentrato sulle tracce di una diva assoluta, incomunicabile, chiusa nel suo mito tra ricordo e realtà, tra Costiera amalfitana, Roma e l’altra parte dell’Atlantico, è ad esempio il suo primo romanzo, L'estate di Greta Garbo (2006). L’attrice ieratica viene tolta dall’involucro luminoso della sua incomunicabilità inespressa di diva-divina, un involucro "sciolto" dinanzi al lettore come l’ultima stazione di un viaggio o il risultato di una ricerca approfondita, continua, quasi accanita che riempie tutto il tempo dei ricordi e, invece di dare soddisfazione e felicità, mostra i confini e la certezza di un mondo perduto e racchiuso nelle apparizioni-perdizioni di Greta Garbo. Un’altra dolorosa e tragica ricerca è quella del protagonista di Un filo di corallo rosso (2018), come riflessione sul male, questa volta nel senso assoluto dell'Olocausto nazista. Nella finzione narrativa si conferma l’idea di fondo dello storico e del critico saggista che per giungere all’autenticità come realtà ricostruita a posteriori, deve aumentarla, riempirla nei vuoti o illuminarla completamente con un potente riflettore mentale che trova la sua energia e la sua ratio nella strenua e difficile voglia di inseguire l’oggetto della sua ricerca, per svelarla e risolvere l’enigma, fino a investire tutta la carnalità del proprio esistere.

## Opere

### Saggistica
- L’ideologia dell’uomo di garbo: studio su Lorenzo Magalotti, Ateneo & Bizzarri, 1978.
- La piega nera: groviglio stilistico ed enigma della femminilità in Carlo Emilio Gadda, De Rubeis, 1991, ISBN 9788885252059.
- Pasolini: la croce alla rovescia. I temi della vita e del sacrificio, De Rubeis, 1995, ISBN 9788885252295.
- Manganelli e la finzione, Lithos, 1998, ISBN 9788886584258.
- Più luce! Immagini di registi, dive e rivoluzioni, Bulzoni, 1999, ISBN 9788883192906.
- Immagini parallele: due uomini e un film: Ejzentejn e Sklovskij, Ejzentejn e Pudovkin, Beckett e Keaton, Lithos, 2000, ISBN 88-86584-84-9.
- Linguaggi dell'aldilà. Fellini e Pasolini, Lithos, 2000, ISBN 88-86584-38-5.
- Ejzenštejn. Fino all'ultima estasi, Lithos, 2001, ISBN 88-86584-57-1.
- Il trucco è l'anima, in: Otello Fava. Divi, maschere e belletti: diario di un truccatore, Edizioni del Centro Sperimentale di Cinematografia, 2004, ISBN 9788883461293.
- Il cinema americano dalle origini ai giorni nostri, Newton Compton Editori, 2005, ISBN 9788854103894.
- Acting. Il cinema dalla parte degli attori, Avagliano, 2005, ISBN 978-8883091759.
- L'immagine americana: lo specchio e la scala nel cinema di Hollywood, Lithos, 2006, ISBN 88-89604-14-X.
- Il bariletto di Fellini. Paisà: esordi, carezze e differenze d'autore, In: a cura di Paolo Bertetto, Analisi e decostruzione del film, pp. 21-42, Bulzoni, 2007.
- Il mascherone di Alberto Sordi, nella rivista L’asino di Buridano, pp. 165-202, 2008.
- Sergio Citti. La stella e la fame, in: a cura di Maurizio De Benedictis, Sergio Citti. Lo "straniero" del cinema italiano, pp. 13-38, Lithos, 2008, ISBN 978-88-89604-37-9.
- Da Paisà a Salò e oltre. Parabole del grande cinema italiano, Avagliano, 2010, ISBN 9788883092893.
- A poco a poco quello sguardo. frontiere del cinema americano, Avagliano, 2012, ISBN 9788883093418.
- Cinemondo, Lithos, 2009-2013, collana comprendente: Cineuropa. Storia del cinema europeo; Cine/America Latina. Storia del cinema latino-americano (2009), Cine/Asia Africa e Oceania. Storia del cinema asiatico, africano e dell’Oceania (2012), Cine/USA e Canada. Storia del cinema statunitense e canadese (2013). [12]
- Maledetti & anomali: Pier Paolo Pasolini, Lithos, 2017, ISBN 978-88-99581-49-7.
- Maledetti & anomali: Jean Genet, Roma, Lithos, 2017, ISBN 978-88-99581-47-3.
- Visioni italiane. L’età d’oro: cinema, cultura, spettacolo nel secondo Novecento, Lithos, 2018, ISBN 9791280197238.
- Maledetti & anomali: Yukio Mishima, Lithos, 2023 - postumo.

### Narrativa
- L’avventura di Marco Polo (con Antonio Lanza), Editori Riuniti, 1982, ISBN 9788835900042.
- L’estate di Greta Garbo, Avagliano, 2006, ISBN 9788883091803.
- Ogni pensiero vola. I racconti dell’orco, Lithos, 2009, ISBN 978-88-89604-67-0.
- Signori, il biglietto per favore: una sceneggiatura sul bombardamento di San Lorenzo a Roma (19.7.1943), Lithos, 2015, ISBN 978-88-97414-80-3.
- Un filo di corallo rosso, Avagliano, 2018, ISBN 9788883094019.
- Amore e fame d’aria (non ci si può far amare per forza), Lithos, 2020, ISBN 978-88-89604-11-3.

## Riconoscimenti
- Premio internazionale "Filippo Sacchi", assegnato dal Sindacato nazionale giornalisti cinematografici italiani, per la didattica e la cura delle tesi (5 maggio 2000).